# Маммология

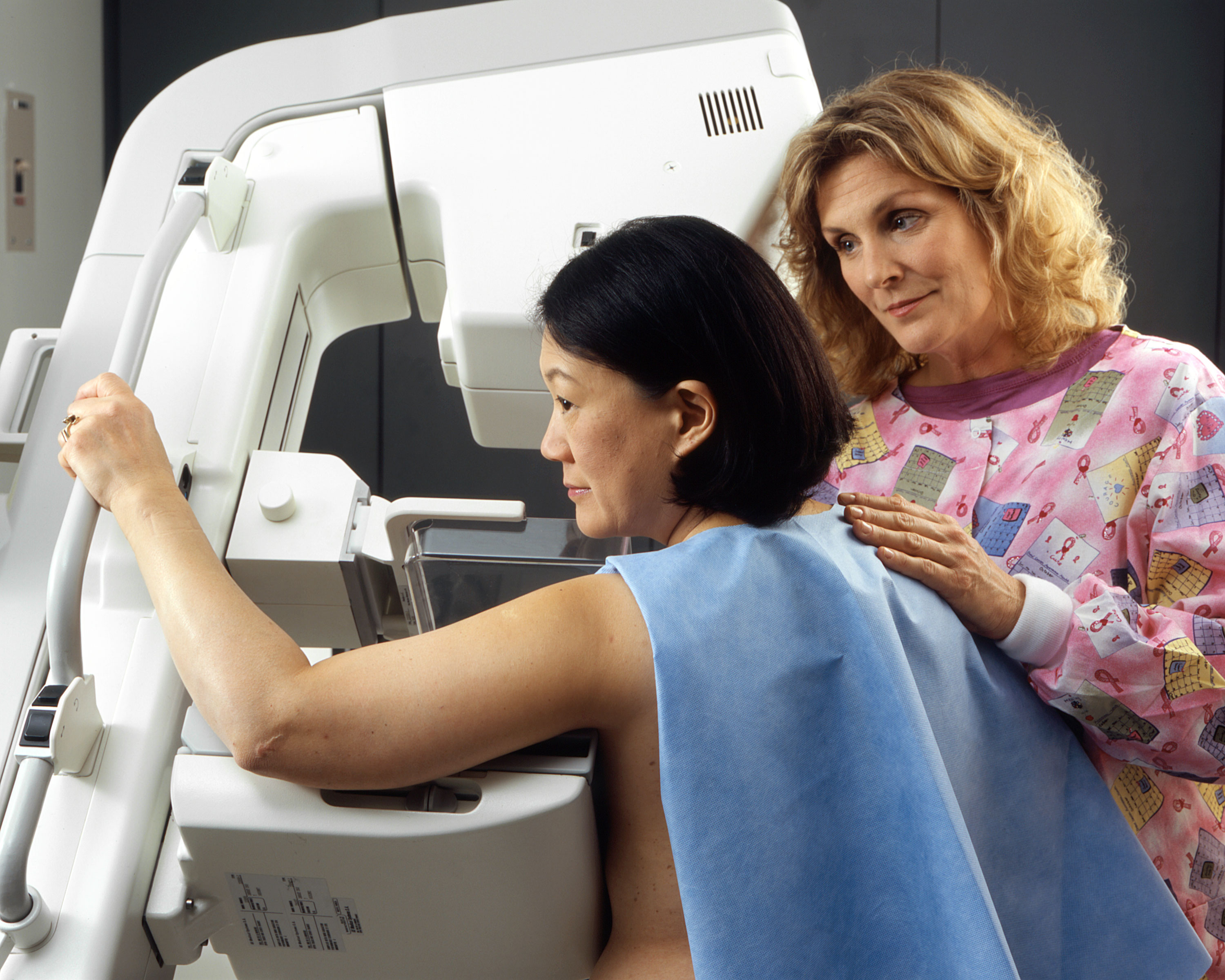
Маммография

Маммоло́гия (от лат. mamma «молочная железа» + греч. λόγος «наука») — раздел медицины, посвящённый диагностике, лечению и профилактике различных заболеваний молочных желёз: мастопатия, фиброаденома, киста, лактостаз, мастит, рак молочной железы и другие.
Врач-специалист в этой области называется маммо́лог. В России этой специальности официально не существует и, фактически, маммологами являются онкологи, которые занимаются проблемами рака молочной железы.
Маммология активно развивается, так как рак молочных желёз в структуре онкологических заболеваний во многих странах занимает лидирующее место. Так же маммология активно изучает факторы риска, которые приводят в дальнейшем к различным патологиям молочных желёз.

## Этиология заболеваний молочных желёз
К факторам риска можно отнести:
1. Пол: соотношение заболевших среди женщин и мужчин составляет 135:1.
2. Возраст: наибольшим риском отличается группа от 55 до 65 лет.
3. Менструальный статус: раннее менархе и поздняя менопауза.
4. Состояние репродуктивной системы.
5. Гормональные факторы.
6. Мастопатия.
7. Ионизирующая радиация.
8. Алкоголь: употребления в дозе более 50 мл в день.
9. Генетический фактор.

## Методы диагностики
- Пальпация — инициальный момент в диагностическом поиске различной патологии молочных желёз
- Маммография — рентгеновский метод исследования молочных желёз
- Термомаммография — метод выявления пролиферативной активности (патологическое деление клеток) в тканях молочных желёз
- Ультразвуковое исследование (УЗИ)
- Компьютерная томография (КТ)
- Магнитно-резонансная томография (МРТ)